# Dekanat tczewski
Dekanat Tczew – jeden z 30 dekanatów w rzymskokatolickiej diecezji pelplińskiej. Dziekanem jest ks. Krzysztof Niemczyk, proboszcz parafii Świętej Trójcy w Lubiszewie Tczewskim.

## Parafie
W skład dekanatu wchodzi 11 parafii:
- parafia św. Wojciecha – Gorzędziej
- parafia Świętej Trójcy – Lubiszewo Tczewskie
- parafia Macierzyństwa Najświętszej Maryi Panny – Miłobądz
- parafia św. Stanisława – Subkowy
- parafia św. Andrzeja Boboli – Swarożyn
- parafia Najświętszej Maryi Panny Matki Kościoła – Tczew
- parafia Podwyższenia Krzyża Świętego – Tczew
- parafia św. Franciszka z Asyżu – Tczew
- parafia św. Józefa – Tczew
- parafia św. Maksymiliana Kolbego – Tczew
- parafia Jezusa Chrystusa Króla Wszechświata - Tczew

## Sąsiednie dekanaty
Gniew, Malbork II (diec. elbląska), Nowy Staw (diec. elbląska), Pelplin, Pruszcz Gdański (archidiec. gdańska), Skarszewy, Starogard Gdański, Trąbki Wielkie (archidiec. gdańska), Żuławy Steblewskie (archidiec. gdańska)